# Arpi (Arménie)
Pour les articles homonymes, voir Arpi.
Arpi (en arménien Արփի) est une communauté rurale du marz de Vayots Dzor, en Arménie. Elle comptait 1 218 habitants en 2008.

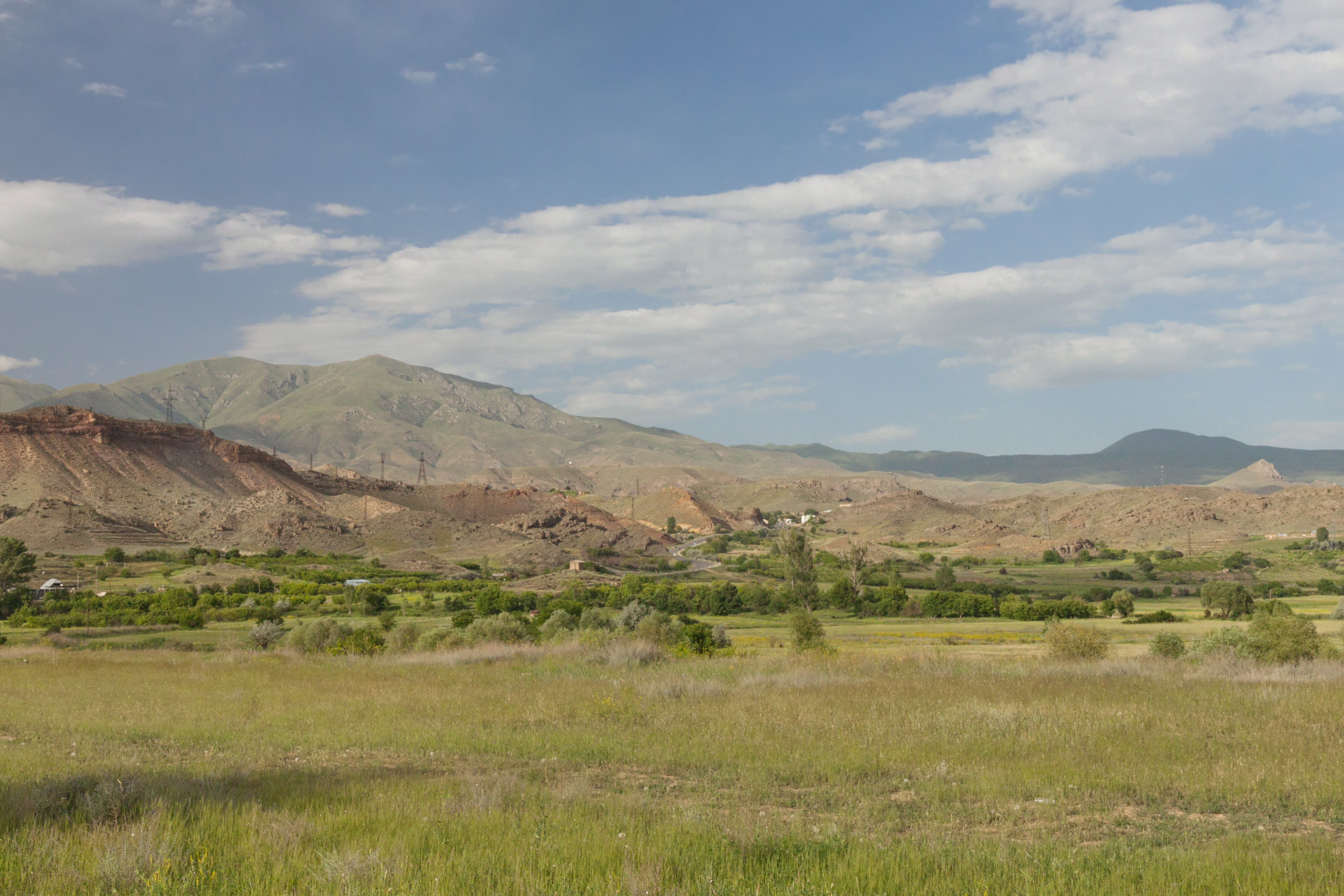
Paysage d'Arpi en 2014.
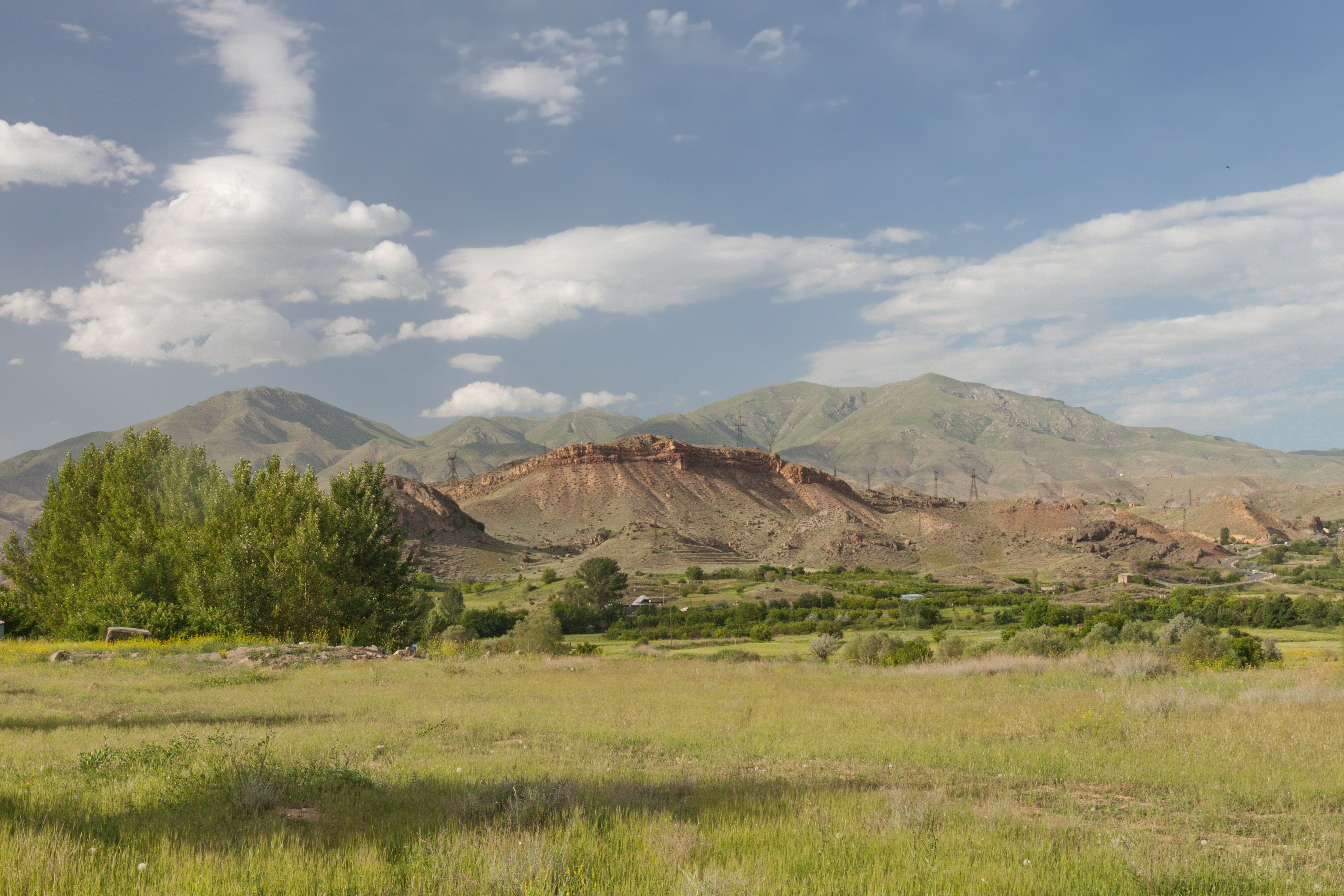
idem.
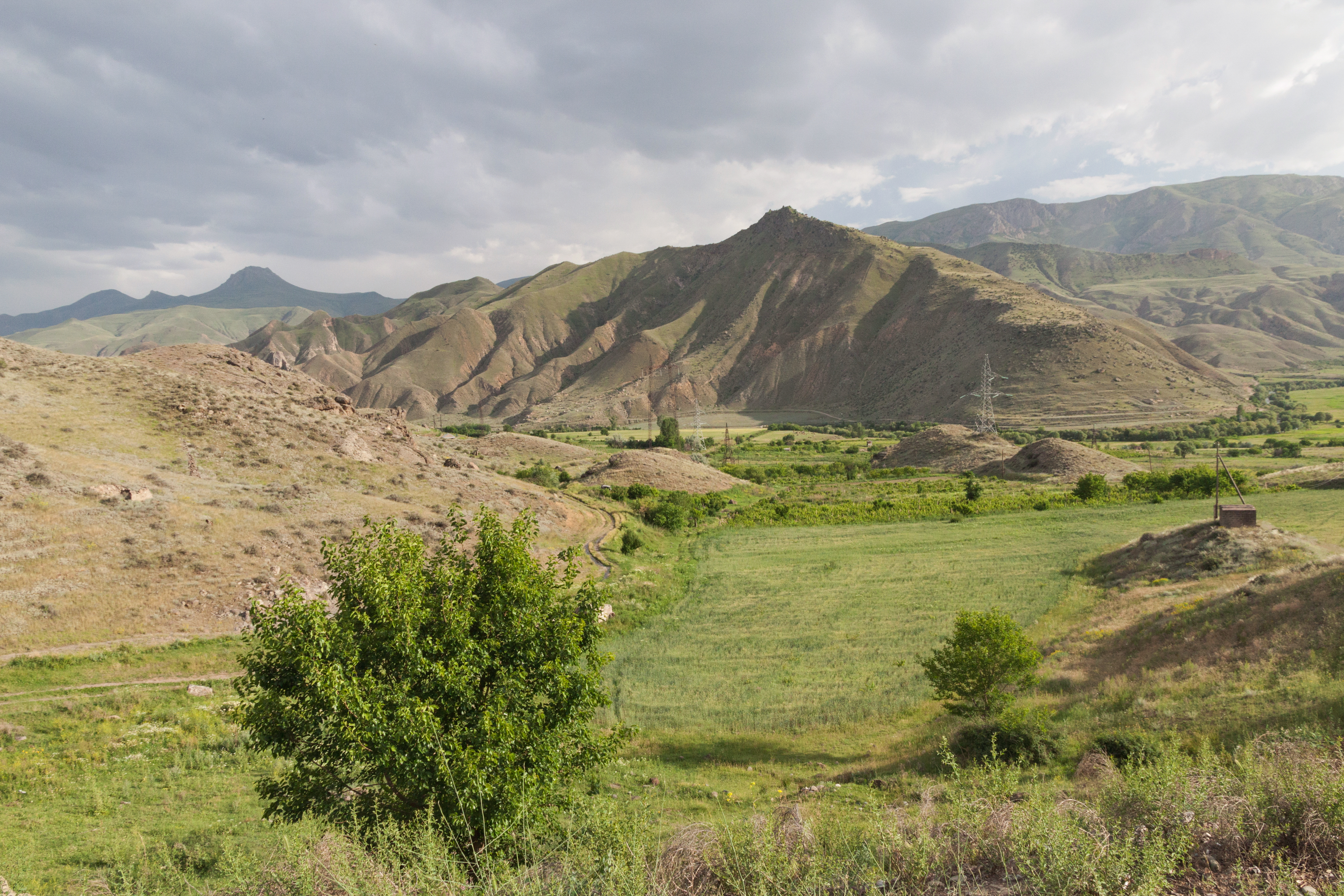
idem.